# Eparchie šepetivská
Eparchie Šepetivka je eparchie ukrajinské pravoslavné církve Moskevského patriarchátu.

## Území a titul biskupa
Zahrnuje správní hranice území Bilohirského, Izjaslavského, Polonského, Slavutského, Teofipolského a Šepetivského rajónu Chmelnycké oblasti.
Eparchiálnímu biskupovi náleží titul biskup šepetivský a slavutský.

## Historie
Eparchie byla zřízena 31. května 2007 z části území chmelnycké eparchie.

## Seznam biskupů
- 2007–2007 Nykodym (Horenko)
- 2007–2011 Volodymyr (Melnyk)
- 2011–2014 Dionisij (Konstantynov)
- 2014–2016 Pantelejmon (Luhovyj)
- od 2016 Jevsevij (Dudka)